# Chris Fusaro
Pour les articles homonymes, voir Fusaro.
Pas d'image ? Cliquez ici

a Compétitions nationales et continentales officielles uniquement.

b Matchs officiels uniquement.
Dernière mise à jour le 19 juillet 2023.
Chris Fusaro, né le 21 juillet 1989 à Kirkcaldy, est un joueur international écossais de rugby à XV. Il évolue au poste de troisième ligne aile et joue pour les Glasgow Warriors durant l'intégralité de sa carrière.

## Biographie

### Carrière en club
Chris Fusaro grandit à Cupar en Écosse, dans une famille possédant des origines italiennes.
Passé par les équipes écossaises de jeunes, Fusaro signe aux Glasgow Warriors à l'été 2010. Durant sa première saison au club, il ne dispute que treize matchs dont une seule fois dans le XV de départ. 
La saison suivante voit son éclosion au plus haut niveau : Fusaro dispute 27 matchs (21 matchs de Pro12 et six matchs de Coupe d'Europe) dont 22 en tant que titulaire. Remarqué pour son agressivité en défense et son habileté à gratter les ballons, il est désigné meilleur joueur de l'année lors d'un vote des supporters du club. Il signe alors une prolongation de contrat de deux ans courant jusqu'à mai 2014.
Il prolonge de nouveau son contrat en début d'année 2014 pour une durée de deux ans.
Il remporte son premier titre lors de la saison 2014-2015 du Pro12 lorsque son club bat le Munster en finale.
En fin de saison 2020-2021, il annonce sa retraite de joueur de rugby professionnel après plus de onze ans passés à Glasgow et 183 rencontres disputés.

### Carrière internationale
Entre 2006 et 2009, Chris Fusaro joue successivement pour les équipes d'Écosse des moins de 18 ans, des moins de 19 ans et des moins de 20 ans. En 2010, avant de rejoindre l'équipe de Glasgow, il participe également à trois matchs de la Coupe des nations avec l'équipe d'Écosse A. Il participe également au tournoi de rugby à sept des jeux du Commonwealth la même année.
En janvier 2014, il est appelé par l'équipe d'Écosse pour disputer le Tournoi des Six Nations. Il connait sa première sélection avec cette équipe le 8 février 2014 lors du match opposant son pays à l'Angleterre lors de la deuxième journée du Tournoi.

## Palmarès
- Finaliste du Pro12/Pro14 en 2014 et 2019 avec les Glasgow Warriors.
- Vainqueur du Pro12 en 2015 avec les Glasgow Warriors.